# Lipina (district d'Olomouc)
Pour les articles homonymes, voir Lipina.
Lipina (en allemand : Lippein) est une commune du district et de la région d'Olomouc, en République tchèque. Sa population s'élevait à 166 habitants en 2023.

## Géographie
Lipina se trouve à 3 km au nord-est du centre de Šternberk, à 18 km au nord-nord-est d'Olomouc, à 69 km à l'ouest-sud-ouest d'Ostrava et à 211 km à l'est-sud-est de Prague.
La commune est limitée par Šternberk au sud-ouest, à l'ouest et au nord, par Horní Loděnice et le quartier Těšíkov de Šternberk à l'est et par Domašov u Šternberka au sud-est.

## Histoire
La première mention écrite de la localité date de 1296.

## Galerie

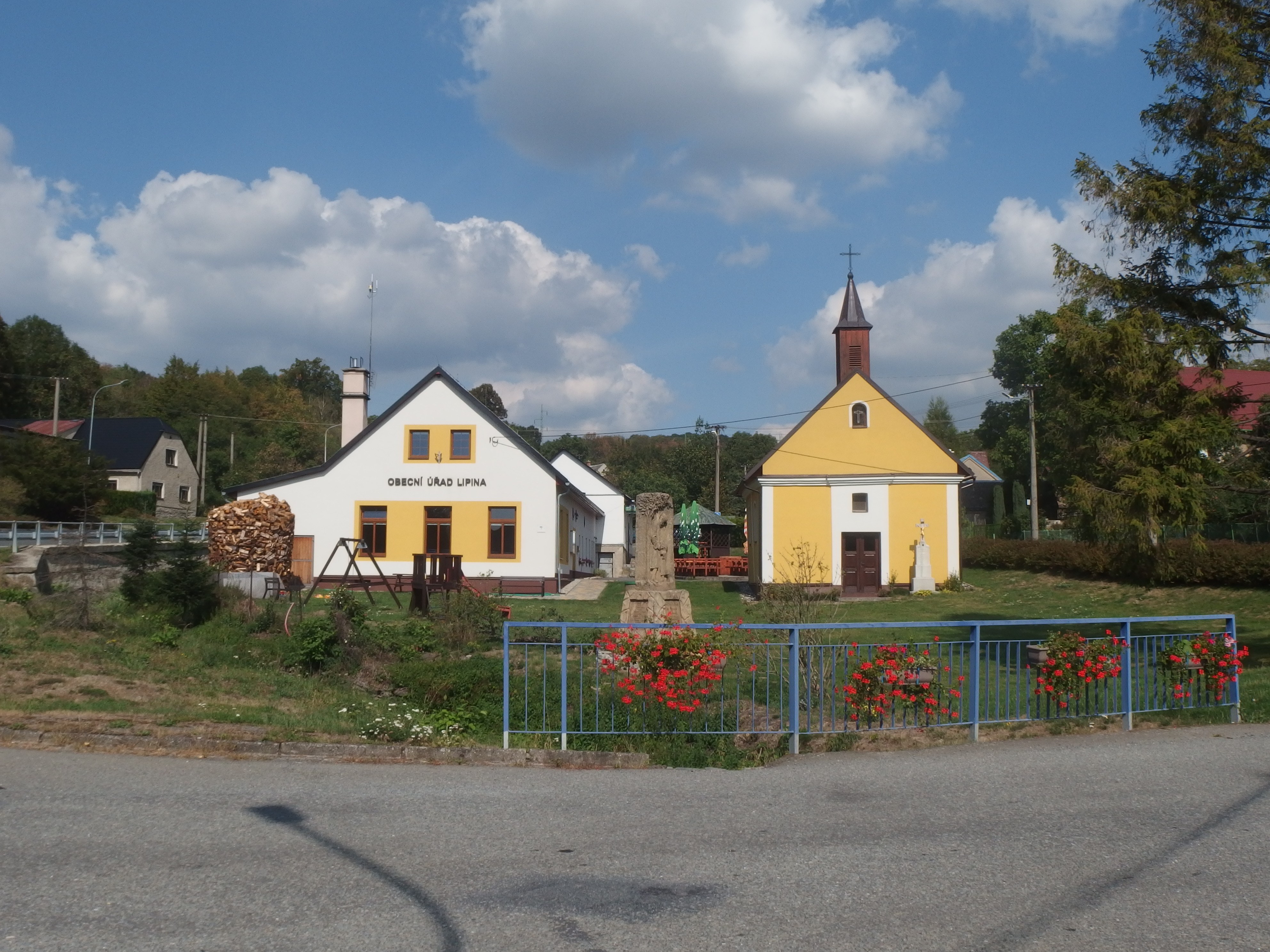
Mairie et chapelle.

## Transports
Par la route, Lipina se trouve à 5 km de Šternberk, à 22 km d'Olomouc et à 248 km de Prague.